# Tågvirke

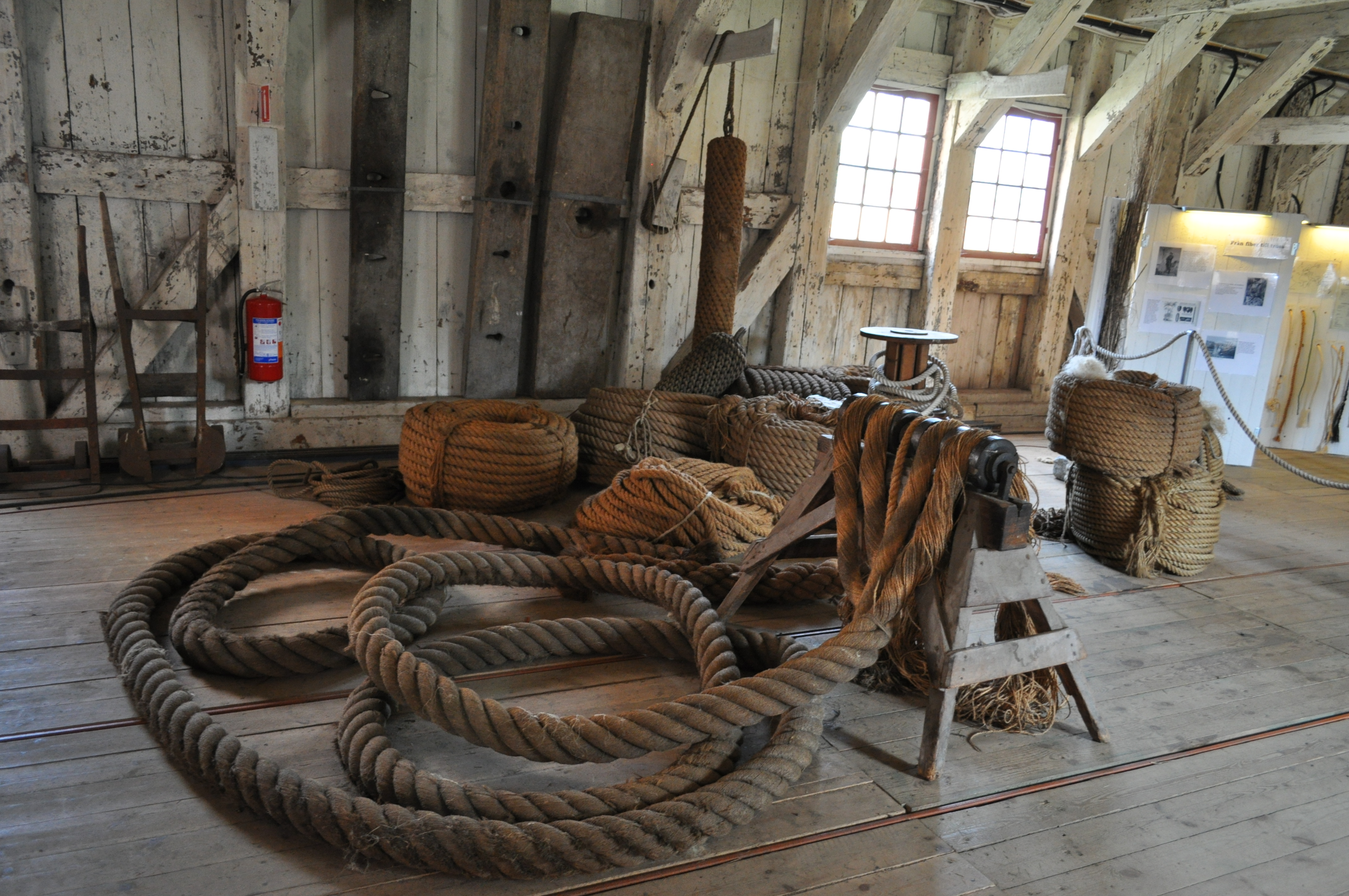
Tross och tågvirke av naturmaterial

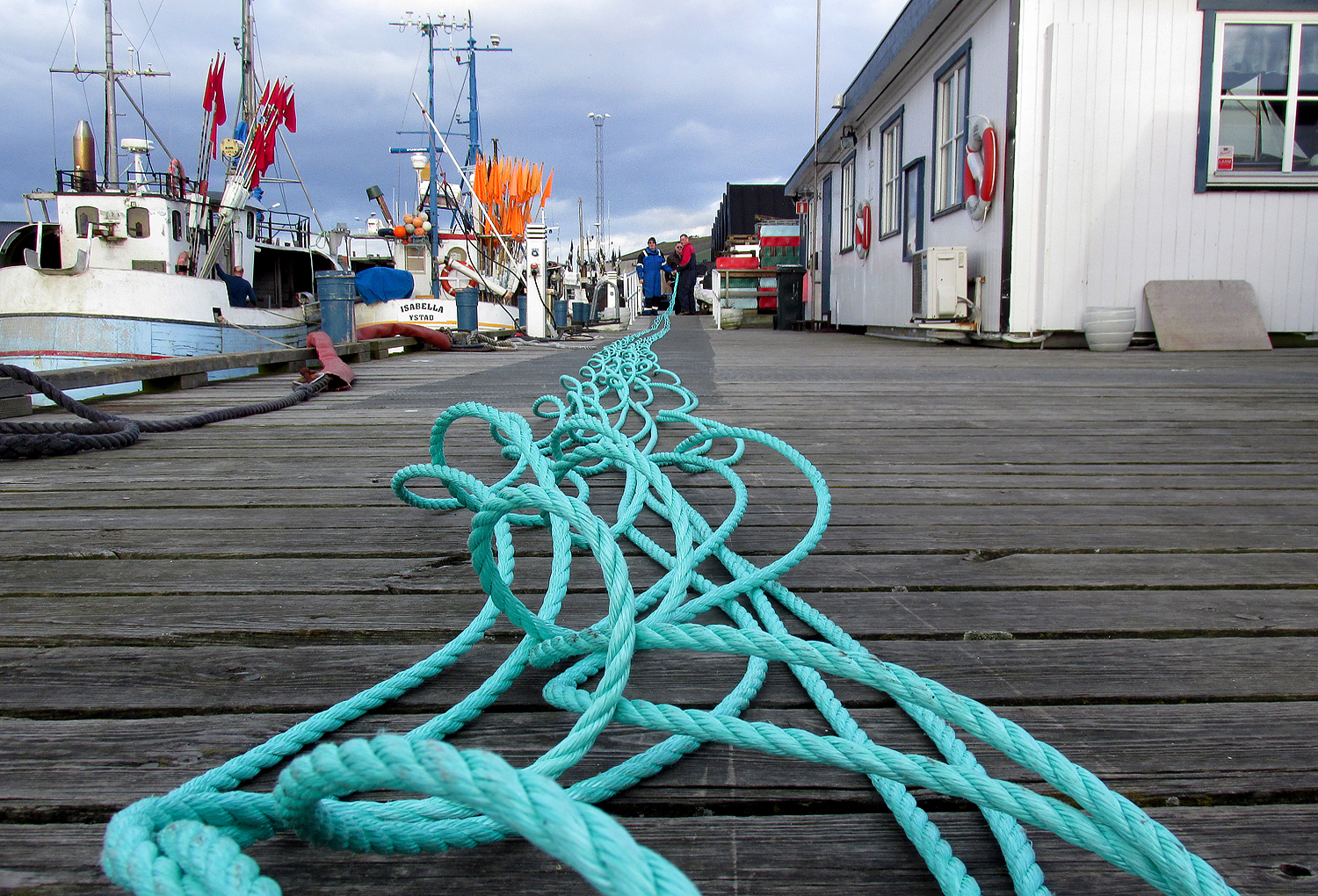
Tågvirke dras ut till en trål.

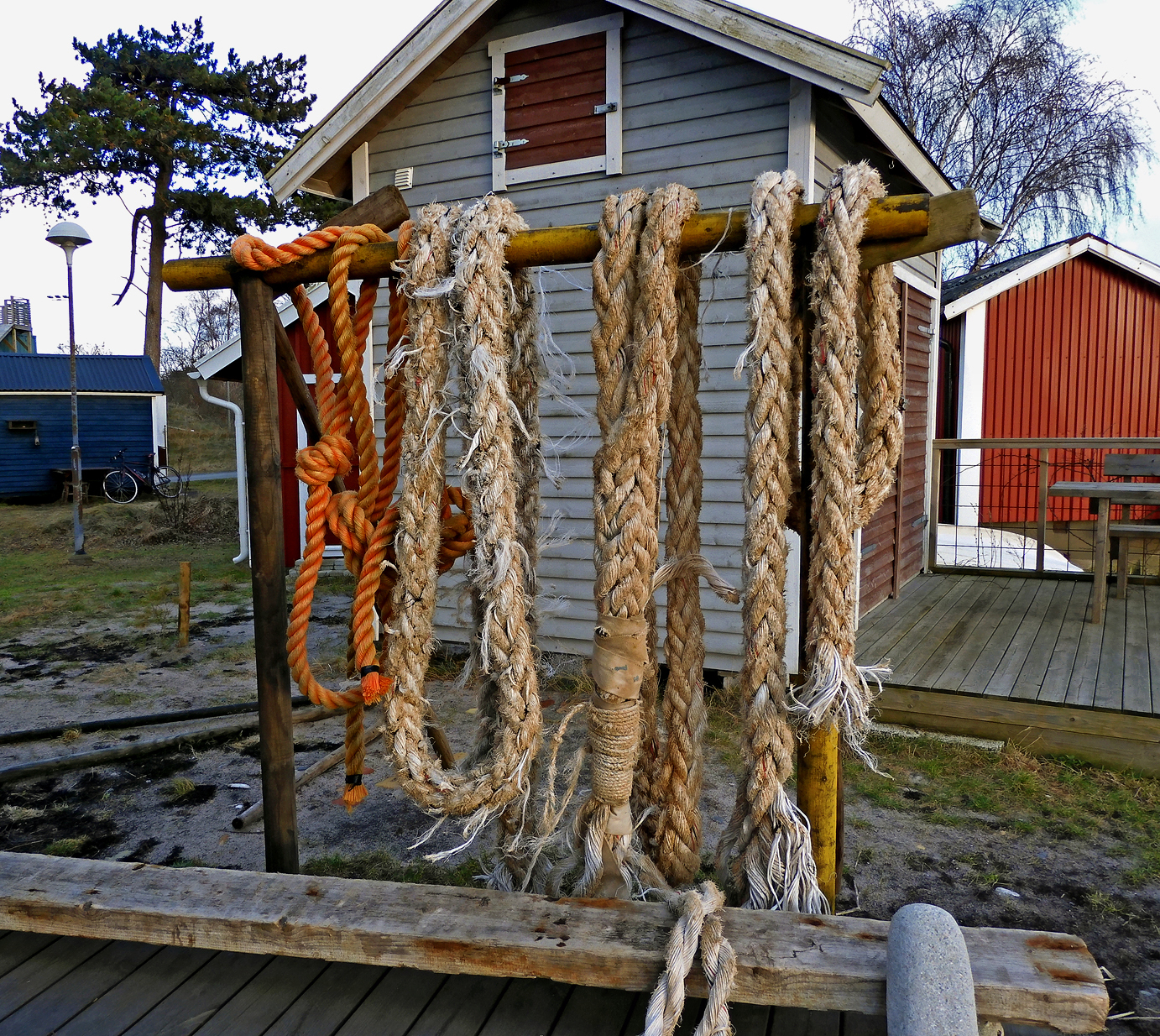
Strandfynd av grova trossar.

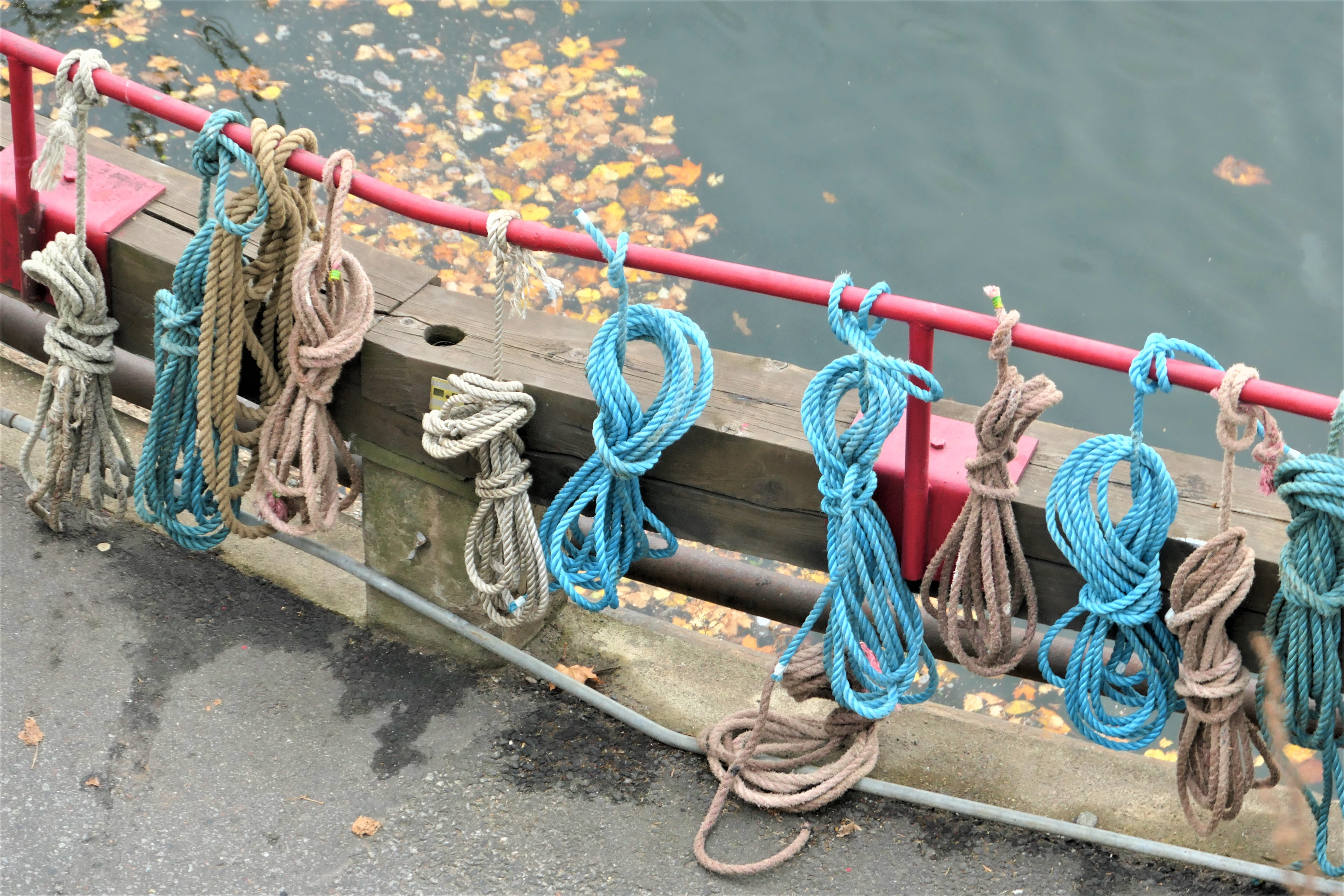
Tågvirke i varierande material upphängt vid en torrdocka på Beckholmen i Stockholm.

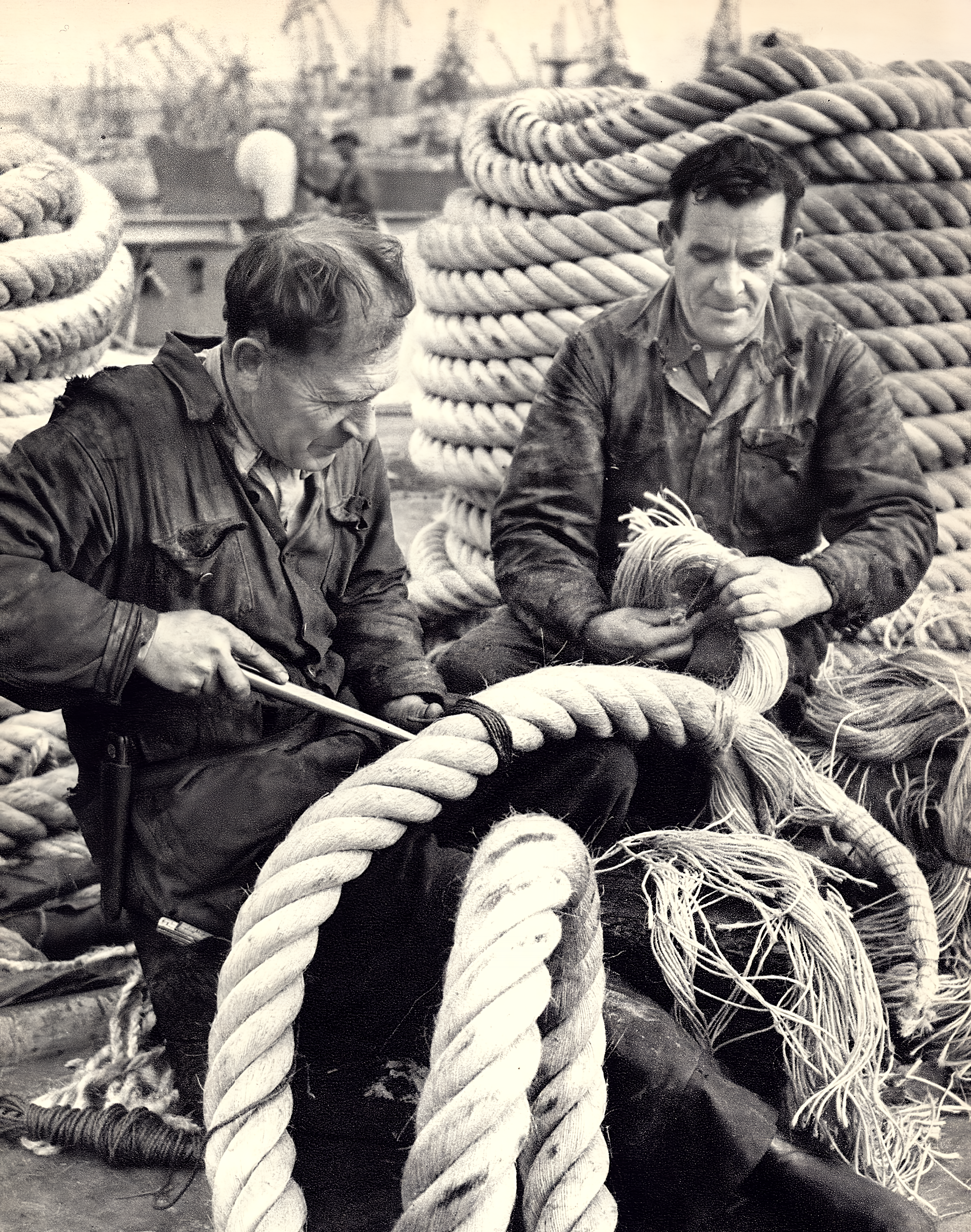
Arbetare på Götaverken splitsar tågvirke.

Tågvirke, vardagligt rep, är ett samlingsnamn för olika typer av längre sammanhängande knippen tvinnade, mer sällan flätade, fibrer, som till exempel rep, linor och trossar. Änden av ett tågvirke av något slag kallas tamp.

## Tillverkning och olika typer av rep
Vid repslagning av klassiska rep i ett repslageri spinner man först fibrerna till garn, varefter en bunt av många garn tvinnas till en kardel. Vanligast tre kardeler snos sedan samman till ett rep (repslagning). Ett rep med 3 kardeler kallas tre-slaget. I vissa fall slår man samman 4 kardeler, och man får då ett fyr-slaget rep. I enstaka fall vid klenare dimensioner nöjer man sig med 2 kardeler, märling, ofta tjärad som rötskydd. Ett snöre, något grövre än märling, slås av 3 garn, och kallas då hyssing.
Om kardelerna vid repslagningen slås åt samma håll (skruvriktning) som garnen inom kardelen, får man en lina. Är skruvriktningen i repet motsatt till skruvriktningen av garnen inom kardelen, får man en tross. Man talar således om lin-slaget respektive tross-slaget tågvirke.[källa behövs] Trossar förekommer mest i de grövsta dimensionerna. En lina tenderar alltid att "skruva upp sig" vid belastning, vilket däremot trossen inte gör, eftersom de olika skruvriktningarna hos de ingående parterna mer eller mindre balanserar ut varandra.
Om flera trossar slås samman får man en kabel för de allra tyngsta uppgifterna, till exempel bogsering av fartyg och timmerflottar. En lina är mer flexibel än en tross av samma dimension, och lämpar sig därför bättre än en tross i block, löpande rigg. En tross är lämplig exempelvis för förtöjning av större fartyg. Vill man vara säker på att få en fullständigt vridningsfri lina, flätar man samman ett större antal kardeler. Kallas ibland slungad lina. Exempel på denna typ, som också är särskilt flexibel, är livlinor. Flagglinor och persiennsnören är andra exempel, där flätning används.

## Olika material
Repet/tågvirket består vanligtvis av något syntetmaterial. Olika naturmaterial som till exempel hampa används numer till traditionsfartyg eller vid dekoration.

### Naturmaterial
- Hampa är det allmänna kollektiva namnet för de långa, starka och sega fibrer (bastceller), som genom särskilda åtgärder frigörs ur hampörtens stjälkar.[2] Hampa är känslig för röta och svår att böja vid låga temperaturer och har låg brottstyrka som minskar snabbt med tiden. Hampa är gråbrun, men blir mörkare vid behandling av till exempel tjära. Också andra textilväxter går under namnet hampa, till exempel manilla och sisal.[3]

- Manillafiber eller manillahampa är de starka, sega, hampliknande trådarna i bladen av åtskilliga Musaarter, företrädesvis Musa textilis. De vita till gulbruna fibrerna kan bli över tre meter långa.[4]

- Sisal eller sisalhampa är fibrerna av bladen av Agave rigida. Fibrerna är blekgula och i många avseenden liknande manillahampans och utmärker sig för stor hållfasthet och ringa vikt.[5][6] Sisalfibrerna kan bli nära 150 cm.

- Kokosfiber.

### Syntetmaterial

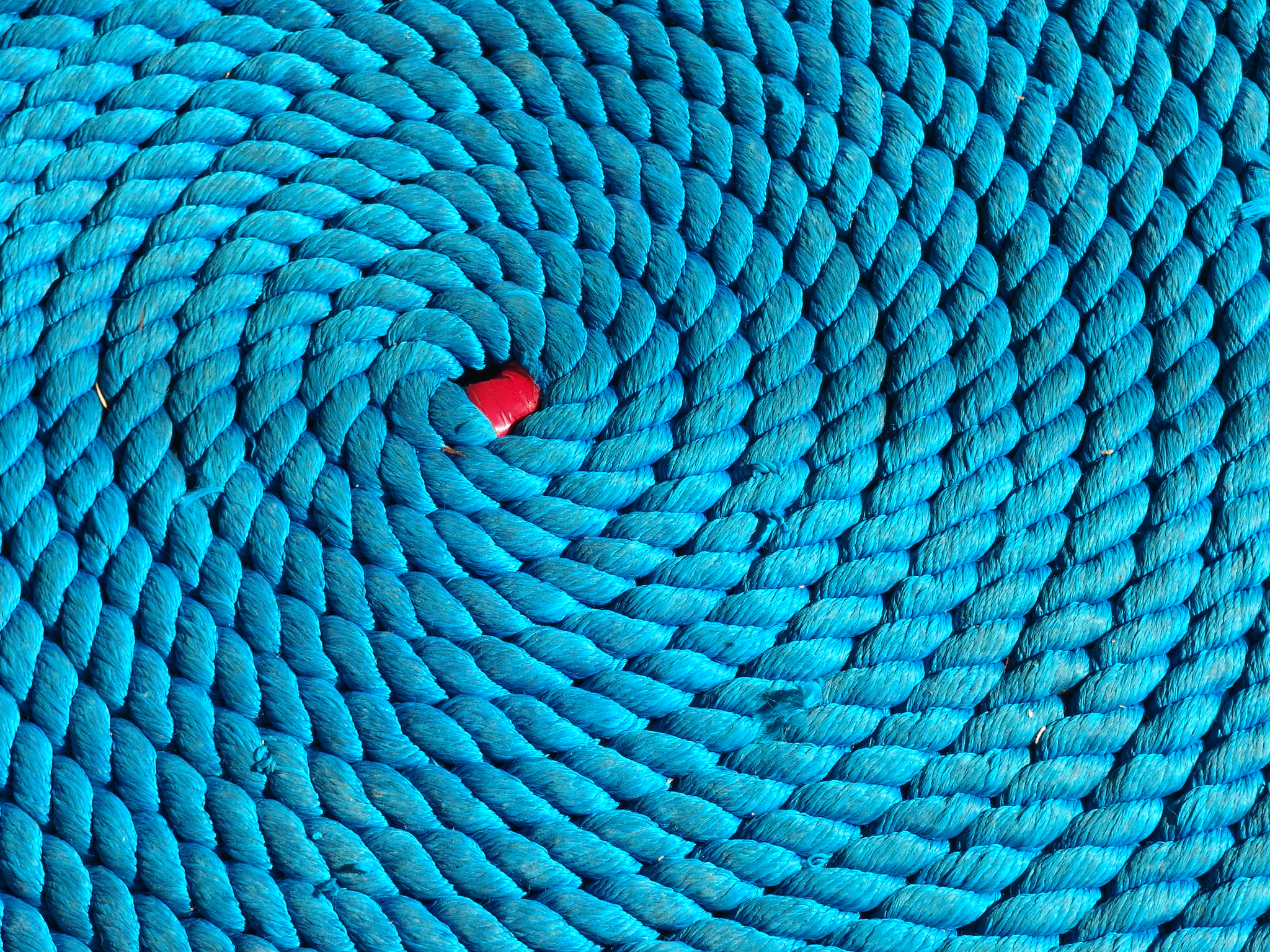
Rep av polypropen

- Polypropen (äldre benämning polypropylen) är förmodligen det vanligaste materialet. Polypropen är billigt, finns i alla grovlekar, har bra brottstyrka, men är känsligt för UV-ljus och nötning. Blir "stickig" efter en tids användning och släpper ifrån sig fibrer. Blir spröd vid minusgrader. Det finns flera olika kvaliteter av detta material; vissa är lite mjukare och UV-tåligare än andra. Är oftast blå. Densiteten är låg, varför polypropen-linor flyter i vatten. Smälter vid måttlig uppvärmning, varför tampar inte behöver taglas, utan kan smältas ihop. Polypropen är brännbar, även om det finns vissa kvaliteter, som är självslocknande efter antändning. Den låga smälttemperaturen och brännbarheten gör polypropenlinor olämpliga inom brandförsvaret och nära heta föremål.

- Polyester är nötningståligt och har bra brottstyrka, men är dyr, speciellt i stora grovlekar. Är mjuk, mycket lätt att böja och knopa. UV-tålig. Är det vanligaste förtöjningsrepet till fritidsbåtar upp till 16 mm. Det finns flera olika modeller av detta tågvirke, med olika brottstyrkor. Vissa kvaliteter är extra mjuka. Är oftast vit, men finns även i svart. Vid längre tids användning utomhus blir vita linor allt gråare.

- Nylon är ett handelsnamn för polyamid, Har hög brottstyrka och nötningstålighet, men är dyr. Är bra som ankarlina då man oftast klarar sig med lite mindre grovlek jämfört med billigare tågvirken. Nylon har blankare yta än polyester och känns lite styvare. Finns i olika färger som till exempel vit och grön. Somliga nylonkvaliteter är UV-känsliga. Kvaliteten nylon 11 är UV-tålig. Nylonlinor är något fjädrande, vilket utjämnar ryck. Detta är en fördel exempelvis vid ankarlinor och bogsering, men är en nackdel, om något ska stagas.

### Allmänna egenskaper
Jämfört med de gamla naturmaterialen har de nya syntetlinorna mycket lägre friktion. Detta gör att gamla knopar som var pålitliga på tåg av naturmaterial, är opålitliga och glider upp om de appliceras på de nya linorna. Man måste därför knopa på nya sätt på de nya linorna, för att knopen inte ska glida upp vid belastning. Detta har effekt även då linor ska splitsas. Med de nya materialen måste antalet instick ökas avsevärt för att splitsen ska bli pålitlig.
Somliga syntetrep flyter i vatten; av naturmaterialen har kokosfiber den egenskapen. En lina av traditionellt naturmaterial krymper när den blir våt, vilket man måste ta hänsyn till i vissa situationer. Linan måste slackas när det blir regn, och spännas när den torkat. Exempel är flagglinor och staglinor till tält. Syntetmaterialen är i detta hänseende så gott som opåverkade, vare sig de är torra eller våta. Typiskt för många av de moderna syntetmaterialen är att de smälter vid upphettning. Därför är de olämpliga där det finns heta föremål i närheten. Redan vid en måttlig temperaturförhöjning mjuknar materialet, och brotthållfastheten nedgår katastrofalt. Naturmaterial klarar sig mycket bättre vid till exempel brand. Å andra sidan är det enkelt att med en helt liten låga eller lödkolv eller strykjärn smälta (svetsa) samman delfibrerna i änden på ett rep, så att inte repet burrar upp sig som en pensel. Ett rep av naturmaterial måste taglas för samma resultat.
För kapning av tågvirke av smältbart syntetmaterial finns ett tångliknande verktyg med en elektriskt uppvärmd metalltråd som skär av linan "som en varm kniv i smör".